# Niźma (obwód wołogodzki)
Niźma (ros. Низьма) – wieś w Rosji, w obwodzie wołogodzkim, w rejonie wołogodzkim. W 2021 r. była niezamieszkana.